# SV Türkspor Bremen-Nord
Der SV Türkspor Bremen-Nord ist ein Fußballverein aus Bremen.

## Geschichte
Der Verein wurde 1977 von türkischen Migranten gegründet. 2002 stieg er erstmals für zwei Jahre in die Bremer Verbandsliga auf. Von 2008 bis zum Abstieg 2015 spielte man in der fünftklassigen Bremen-Liga. 

## Erfolge
- 2002: Aufstieg in die Verbandsliga Bremen
- 2008: Aufstieg in die Bremen-Liga